# 102 Herculis
102 Herculis är en blåvit underjätte i Herkules stjärnbild.
Stjärnan har visuell magnitud +4,35 och är väl synlig för blotta ögat. Den befinner sig på ett avstånd av ungefär 915 ljusår.
102 Herculis bildade tillsammans med 93 Herculis, 95 Herculis och 109 Herculis den av den polsk-tyske astronomen Jan Hevelius i slutet av 1600-talet introducerade stjärnbilden Kerberos (stjärnbild). Den föll emellertid snabbt ur bruk.